# شب‌زی دم‌دراز
شب‌زی دم‌دراز (نام علمی: Nyctibius aethereus) گونه‌ای از پرندگان خانواده شب‌زیان است که در تمام کشورهای آمریکای جنوبی به جز شیلی و اروگوئه یافت می‌شود.